# 塞萨尔·桑帕伊奥
森派奧(César Sampaio，全名：Carlos Campos César Sampaio，1968年3月31日—)，巴西前足球運動員，曾出席過1998年世界盃。

## 生平
森派奧出生於巴西城市聖保羅，職業生涯第一家球會乃巴西勁旅山度士。1991年他轉投彭美拉斯，一打便是三年。整個職業生涯他除了效力巴西一些大球會外，主要還是在日本聯賽效力。1994年他效力橫濱飛翼，至1998年為止；2002年他效力柏雷素爾；至2003年再轉投廣島三箭。其間他曾一度返回彭美拉斯兩次。
森派奧代表過國家隊逾四十次，主要司職防守中場。他比較突出的成績莫過於1997年贏得聯合會盃。1998年世界盃他是正選球員之一，雖然打入了決賽，惟不敵當屆冠軍法國，屈居亞軍。
他曾於1990年和1993年贏得過巴西金球獎。

## 榮譽
- 巴西金球獎：1990、1993
- 聯合會盃：1997